# A Wonderful Life (Mushroomhead)
A Wonderful Life è l'ottavo album in studio del gruppo musicale statunitense Mushroomhead, pubblicato nel 2020.

## Tracce
1. A Requiem for Tomorrow – 4:42
2. Madness Within – 3:38
3. Seen It All – 3:57
4. The Heresy – 4:00
5. What a Shame – 4:19
6. Pulse – 4:28
7. Carry On – 3:16
8. The Time Has Come – 4:41
9. 11th Hour – 5:09
10. I Am the One – 3:52
11. The Flood – 4:25
12. Where the End Begins – 7:18
13. Confutatis – 4:15

Tracce bonus
1. To the Front – 2:41
2. Sound of Destruction – 4:27
3. Another Ghost – 3:42
4. Lacrimosa – 2:04

## Formazione
- Jason Popson – voce urlata, voce rap
- Steve Rauckhorst – voce pulita
- Jackie LaPonza – voce femminile
- Tom Shaffner – chitarra
- Ryan Farrell – basso, tastiera
- Rick Thomas – tastiera, samples, programmazioni, elettronica
- Robbie Godsey – percussioni
- Steve Felton – batteria